# Цветан Ангелов
Цветан Константинов Ангелов (28 януари 1922 – 29 януари 1982) е български детски писател, драматург и преводач.
Член на БКП от 1944 г. Член е на Съюза на българските писатели. Издава под псевдонимите Кактус, Камен Ралев, Скорпион, Танчо Тантилов, Алексей Туманов. Написал е около 70 книги с разкази, повести и стихове за деца и юноши. Много от тях са преведени на немски, руски, румънски, украински и други езици. Автор е на текста на обичаната от поколения българи детска песничка „Тихо се сипе първият сняг“.
Цветан Ангелов отказва да участва в разстрела на Никола Вапцаров, заради което е подложен на жесток тормоз, вследствие на който се разболява. След като е лекуван в различни военни болници, е уволнен от 35 пехотен полк.

## Памет
На Цветан Ангелов е наречена улица в квартал „Манастирски ливади“ в София (Карта).

## Творчество
- „Лагер наш незабравим“ – 1947 г.
- „Димитровска смяна“ – 1948 г.
- „Смешки от грешки“ – 1957 г.
- „Златни детски дни“ – 1960 г.
- „Честна дума“ – 1950 г.
- „Село в равнината“ – 1956 г.
- „Стъпките на пролетта“ – 1966 г.
- „Златотърсачи“ – 1964 г.
- „Ключът с деветте брилянта“ – 1966 г.
- „Да отворим прозореца“ – 1966 г.
- „Вълшебникът от втория етаж“ – 1979 г.
- „Ваканция“ – стихотворение
- „Вързана козичка“ – стихотворение
- „Защото е трудно“ – стихотворение
- „Зимна градина“ – стихотворение
- „Злояд“ – стихотворение
- „Карантина“ – стихотворение
- „Лагерна тревога“ – стихотворение
- „Молба“ – стихотворение
- „Наказана“ – стихотворение
- „На море“ – стихотворение
- „Рибка и дете“ – стихотворение
- „Ягодки“ – стихотворение